# Катастрофа C-130 под Патикулом
Катастрофа C-130 под Патикулом — крупная авиационная катастрофа, произошедшая 4 июля 2021 года на острове Холо (Филиппины). Военно-транспортный самолёт Lockheed C-130H Hercules, принадлежавший ВВС Филиппин, выполнял рейс по маршруту Пасай—Кагаян-де-Оро—Патикул, но при посадке в пункте назначения пролетел мимо взлётной полосы аэропорта Холо, рухнул в карьер и загорелся. В катастрофе погибли 53 человека — 50 человек в самолёте из 104 (96 пассажиров и 8 членов экипажа) и 3 человека на земле.
Катастрофа под Патикулом стала крупнейшей в истории военной авиации Филиппин за последние 30 лет и одной из самых крупнейших катастроф в истории ВВС Филиппин с 1947 года.

## Самолёт
Самолёт Lockheed C-130H Hercules, выполнявший рейс, совершил свой первый полёт в 1988 году, имел бортовой номер 5125 и налетал около 11 000 часов. Бывший самолёт ВВС США. Был приобретён ВВС Филиппин в январе 2021 года в рамках сотрудничества с правительством США.

## Хронология событий
Самолёт вылетел из авиабазы Лумбия в Кагаян-де-Оро и взял курс на аэропорт Холо, куда должен был доставить военных для усиления 11-й пехотной дивизии, которая борется с террористической организацией Абу Сайяф, базирующейся в архипелаге Сулу; перелёт с авиабазы Вильямор в Пасае до Кагаяна-де-Оро прошёл без происшествий. На борту самолёта находились 96 военных, 8 членов экипажа (3 пилота и 5 иных членов экипажа) и 5 военных машин.
При посадке в Холо самолёт не смог сесть на ВПП и ушёл на второй круг, но вскоре после этого рухнул в карьер, перед этим задев дома в деревне, разрушился и загорелся. Некоторые пассажиры успели покинуть борт самолёта до его падения на землю, что спасло их от гибели. На земле погибли 3 человека, ещё 4 пострадали. Всего из 104 человек на борту изначально выжили 57, но 5 июля двое скончались в больнице. 6 июля было сообщено о гибели ещё одного пострадавшего.

## Реакция
Следующие организации и персоналии обратили внимание на катастрофу:
- Объединенная оперативная группа Сулу провела спасательную операцию, оказала помощь выжившим и извлекла тела погибших из-под обломков.
- Посольство США на Филиппинах заявило об оказании всей необходимой помощи в спасательной операции.
- Министр обороны Филиппин Дельфин Лоренсана[англ.] заявил о том, что делать выводы о причинах катастрофы рано.
- Советник по национальной безопасности США Джейкоб Салливан выразил соболезнования в связи с катастрофой.
- Президент Филиппин Родриго Дутерте заявил о том, что он глубоко опечален произошедшим событием.
- Посольства Франции, России, Южной Кореи, Израиля, Нидерландов на Филиппинах выразили свои соболезнования в связи с катастрофой[15].
- Владимир Путин выразил соболезнования президенту Филиппин в связи с катастрофой[16][17].

Руководство военных сил Филиппин исключило факт атаки на самолёт.

## Расследование и спасательная операция
5 июля представитель вооружённых сил Филиппин Эдгард Аревало (англ. Edgard Arevalo) сообщил о завершении спасательной операции. По предварительным данным, рядом с местом катастрофы находился населённый пункт, что привело к жертвам на земле.
Глава министерства обороны Филиппин Дельфин Лоренсана приказал начать расследование причин катастрофы. Также было объявлено, что полёты всех самолётов C-130 в стране были приостановлены.
6 июля 2021 года военными был найден бортовой самописец самолёта.